# Palais du grand-duc Nicolas
Le palais du grand-duc Nicolas est un palais construit en 1891 pour le grand-duc exilé à Tachkent, capitale du kraï du Turkestan, sous le nom de prince Romanovsky-Iskander. Les plans sont de Wilhelm Heinzelmann (ru) et d'Alexeï Benois.

## Description
L'édifice est construit sur deux niveaux en briques de couleur gris-jaune et flanqué des deux côtés d'une tour carrée avec une grande ouverture de façade en arc. L'aile gauche était réservée au grand-duc, l'aile droite comprenait les appartements de son épouse. Le palais est de style éclectique typique du tournant du siècle. Son parc a été dessiné par Krause (ru). Avant la révolution de 1917, un grand portail à deux entrées (pour l'entrée et la sortie) au milieu d'une grille en fer forgé avec un portique vitré décoré de colonnes et donnant sur l'avenue Kaufmann menait à une allée d'honneur qui ouvrait sur un parterre de fleurs de forme ronde. De chaque côté du perron d'honneur, avec son portique sculpté en marbre, se trouve une statue d'un cerf de bronze doré couché en grandeur nature avec de grands bois. Le perron est surmonté d'une terrasse à laquelle on accède par une double porte vitrée au milieu d'une tourelle à dôme circulaire orné d'une effigie en cartouche.

## Après la révolution
Le grand-duc Nicolas de Russie fait don du palais à la ville de Tachkent après sa mort en janvier 1918 pour en faire un musée. On y ouvre donc un musée en 1919, le musée des beaux-arts de Tachkent, qui rassemble les collections de peintures européennes et russes que le grand-duc avait fait venir de Saint-Pétersbourg. Plus tard le musée est renommé en musée des beaux-arts d'Ouzbékistan, puis la collection est déménagée dans un nouveau bâtiment de Tachkent en 1935. C'est la collection de peinture occidentale la plus importante d'Asie centrale.
Le palais devient le palais des pionniers (organisation de jeunesse du temps de l'URSS) jusque dans les années 1970, puis il devient un musée d'antiquités et de joaillerie. À l'indépendance de l'Ouzbékistan, il est transformé en lieu de réception et en résidence pour les hôtes du ministère des Affaires étrangères.